# جام باشگاهی آفریقا–آسیا ۱۹۹۶
جام باشگاهی آفریقا–آسیا ۱۹۹۶ نهمین دوره جام باشگاهی آفریقا–آسیا بود که توسط کنفدراسیون فوتبال آفریقا (کاف) و کنفدراسیون فوتبال آسیا (ای‌اف‌سی) تأیید شد و بین برندگان جام قهرمانان آفریقا و جام باشگاه‌های آسیا برگزار شد.
فینال به صورت رفت و برگشت بین تیم کره‌ای چئونان ایلهوا چونما، قهرمان جام باشگاه‌های آسیا ۱۹۹۵ و تیم آفریقایی اورلاندو پایرتس، قهرمان جام قهرمانان آفریقا ۱۹۹۵ برگزار شد.

## تیم‌ها
| تیم                 | نحوه صلاحیت                     | حضور قبلی (پررنگ نشانه قهرمانی است) |
| ------------------- | ------------------------------- | ----------------------------------- |
| چئونان ایلهوا چونما | قهرمان جام باشگاه‌های آسیا ۱۹۹۵  | نداشته                              |
| اورلاندو پایرتس     | قهرمان جام قهرمانان آفریقا ۱۹۹۵ | نداشته                              |

## جزئیات مسابقات

### بازی رفت
| اورلاندو پایرتس | ۰–۰ | چئونان ایلهوا چونما |
| --------------- | --- | ------------------- |
|                 |     |                     |

### بازی برگشت
| چئونان ایلهوا چونما | ۵–۰ | اورلاندو پایرتس |
| ------------------- | --- | --------------- |
|                     |     |                 |